# Macross Frontier
Macross Frontier marca o 25 º aniversário da franquia do anime Macross. É uma sequência direta para a primeira série Macross e Macross 7 e conta a vida de Alto Saotome, Ranka Lee e a estrela pop Sheryl Nome a bordo da frota Macross Frontier. Depois da guerra contra os alienígenas Zentradis, toda a Humanidade se espalhou pelo universo, a fim de garantir a sua sobrevivência. A frota Macross Frontier faz parte de um esforço para manter e difundir a cultura da humanidade.

## Temas de Abertura e Encerramento

### Temas de Abertura:
1: "Triangler (トライアングラー)" by Maaya Sakamoto

2: "Seikan Hikou (星間飛行)" by Megumi Nakajima (ep 17)

3: "Lion (ライオン)" by May'n & Megumi Nakajima (eps 18-)

### Temas de Encerramento
0: "[愛・おぼえていますか] Ai, Oboete Imasu ka (Do You Remember Love?)" by Megumi Nakajima (ep 0)

1: "Aimo 「アイモ」" by Megumi Nakajima (eps 1,7,10)

2: "Diamond Crevasse (ダイアモンド クレバス)" by Sheryl Nome starring May’n / May Nakabayashi (eps 2-)

3: "Neko Nikki 「ねこ日記」" by Megumi Nakajima (ep 11)

4: "Diamond Crevasse 50/50 「ダイアモンド クレバス50／50」" by Megumi Nakajima & Sheryl Nome starring May’n (ep 15)

5: "Northern Cross 「ノーザンクロス」" by May'n (eps 16-18)

6: "Triangler 「トライアングラー」" by Maaya Sakamoto (ep 19)

7: "Ao no Ether 「蒼のエーテル」" by Nakajima Megumi (ep 21)

## Informações Técnicas

### Seyus
| Artista Japonês   | Personagem                        | Foto |
| Aya Endo          | Sheryl Nome                       |      |
| Megumi Nakajima   | Ranka Lee                         |      |
| Yuuichi Nakamura  | Alto Saotome                      |      |
| Aya Hirano        | Mena Roshan                       |      |
| Hirofumi Nojima   | Yasaburo Saotome                  |      |
| Hiroshi Kamiya    | Michael Blanc                     |      |
| Houko Kuwashima   | Canaria Berstein, Nanase Matsuura |      |
| Jun Fukuyama      | Luca Angeloni                     |      |
| Kaori Fukuhara    | Lam Hoa                           |      |
| Katsuyuki Konishi | Ozma Lee                          |      |
| Kenta Miyake      | Bobby Margot, Ranzou Saotome      |      |
| Kikuko Inoue      | Grace O'Connor                    |      |
| Maaya Sakamoto    | Ranshe Mei (Mãe da Ranka)         |      |
| Megumi Toyoguchi  | Kuran Kuran                       |      |
| Rie Tanaka        | Monica Lang                       |      |
| Sanae Kobayashi   | Catherine Glass                   |      |
| Souichiro Hoshi   | Brera Sterne                      |      |
| Tadashi Miyazawa  | Richard Bilrer                    |      |
|                   |                                   |      |

Tomokazu Sugita - Leon Mishima

Tomomichi Nishimura - Howard Glass

Toru Ohkawa - Elmo Kridanik, Jeffrey Wilder, Narration

Akiko Kawase - Newscaster (ep 18)

Aya Hirano - Nene Rora

Daisuke Matsuo - Captain Wilen (ep 5), Committee chairman (ep 4), Dulfim operator (ep 7), Man (ep 20), New U.N. Spacy pilot (ep 9), Pilot (ep 6), Staff (ep 10,12), Student (ep 8)

Gô Shinomiya - Eddie's father (ep 20), Music P (ep 10)

Hinako Sasaki - Ai-kun (ep 8,11,25), Brera (child) (ep 19,23-24), Female high school student (ep 20)

Hirofumi Nojima - Shin (ep 10)

Jun Konno - Congressman (ep 23), Keitai-kun (ep 1,4-5), Man (ep 3), Minister's secretary (ep 22), Mishima's subordinate (ep 8), New U.N. Spacy pilot (ep 17), Operator (ep 24), Pilot (ep 14), Radar person (ep 13), Reporter (ep 6), Reporter A (ep 9), Secretary (ep 10-11), SP (ep 20),
Storekeeper (ep 18), Teacher (ep 16), Temjin (ep 12), Young man (ep 15,25)

Kana Oomura - Warship broadcast

Kanako Omura - Lalamia Lelenia (ep 14)

Kaori Fukuhara - Dancer (ep 1), Female student A (ep 5), Girl (ep 15)

Koichi Sakaguchi - Director (ep 10)

Kouzou Mito - Warrant-officer Maruyama (ep 22-24)

Masataka Azuma - Shopkeeper (ep 19)

Miho Hino as Female doctor (ep 15)

Naoya Nakanishi - Maintenance personnel (ep 17)

Rie Tanaka - Sara (Miranda Melin) (ep 10)

Takahiko Sakaguma - Male student (ep 2), Reporter B (ep 9), Staff (ep 1), Student (ep 8)

Takashi Oohara - Henry Gilliam (ep 1)

Tetsu Inada - Assistant Director (ep 10), Captain Asuka (ep 24), Commander (ep 12), Ichirou Tokugawa, Kiichirou Tokugawa (ep 16), Middle-age man (ep 15), Middle-aged man (ep 25), Staff officer (ep 13), Stage director (ep 6)

Tetsuya Kakihara - Pilot (ep 1)

Tomo Adachi - Dancer (ep 1), Operator (ep 2,14,16,18,22,24)

Tomohisa Asou - Old man (ep 15,25), Vice Chief (ep 12-13), Voice (ep 22)

Yoko Nishino - Female student (ep. 1), Student (ep 8), Telephone message (ep 5), Woman (ep 3)

Yuka Nishigaki - Female student B (ep 5)

### Staff Japonesa
Diretor Chefe: Shoji Kawamori

Diretor: Yasuhito Kikuchi

Composição da Série: Hiroyuki Yoshino

Argumento: Hiroyuki Yoshino (ep 1-3)

Storyboard: Shoji Kawamori (ep 1, 2), Takao Abo (ep 3), Yasuhito Kikuchi (ep 1, 2)

Diretor do Episódio: Kiyoshi Matsuda (ep 2), Takao Abo (ep 3), Takayuki Tanaka (ep 1)

Música: Yoko Kanno

Criador original: Shoji Kawamori

Character Design: Risa EBATA, Yuichi Takahashi

Diretor de Animação: Futoshi Fujikawa (ep 3), Masahiro Sekiguchi (ep 2), Risa EBATA (ep 1), Takashi ikari (ep 2), Yuichi Takahashi (ep 1)

Desenho Mecânico: Junya Ishigaki, Takeshi Takakura,

Art Design: Akihiro HIRASAWA

Produtor Executivo: Kawashiro Kazumi, Michiaki SATO, Seiji Takeda

Produtor: Hiro Maruyama, Hisanori Kunisaki, Shinichi Hirai, Tsutomu Kasai, Yoji Morotomi

Animação: Eddie Mehong

Design de Cores: Kumiko Nakayama

Desenho Conceitual: Kazutaka Miyatake

Arte Mecânica: Hidetaka Tenjin

Motion Graphics: Itsurou Sasakura

Set Design: Stanislas Brunet
Diretor de Som: Masafumi Mima
Composição de Story: Shoji Kawamori
Músicas de Tema: Dai Sato (Inserir canção por Sheryl), HAL (Inserir canção por Sheryl), Mike Sugiyama (Inserir canção por Sheryl)
Performance da Música Tema: Maaya Sakamoto, maio Nakabayashi (como Sheryl Nome, ED2, Inserts), Megumi Nakajima (ED1)

Design dos Valkyries: Shoji Kawamori